# Gyllenpistol
Gyllenpistol var en svensk adelsätt och sedermera friherrlig ätt. Gyllenpistol blev introducerad 1647, och utgången 1692. Som friherrlig släkt blev den utgången 1766.
Släktens stamfader, Johannes Richterus, föddes i Tyskland där han blev filosofie och medicine doktor innan han med kejserlig rekommendation anställdes vid svenska hovet som livmedikus. Hans skrev sig till Långbro i Brännkyrka.
Med sin första hustru, den tyska adelsdamen Eva Sabina von Wilsberg, fick han sonen Henrik Richter (1614-1656), som började som page hos Gustav II Adolf, inträdde i Upplands kavalleri där han hade rangen löjtnant när han 1646 adlades med namnet Gyllenpistol. Ätten introducerades året därefter på nummer 347. Han fick slutligen rangen ryttmästare vid Livregementet, men stupade 1656 i Polen. Henrik Richter Gyllenpistol skrev sig till Långbro, Abbotsnäs och Hornsund. 1640 gifte han sig med sin styvsyster, Catharina Maria Bonnat. Döttrarna gifte sig Feltreuter, Planting-Gyllenbåga och Wattrang.
I äktenskapet föddes tre söner varav en dog späd. Den yngre av de kvarlevande sönerna, Johan Gyllenpistol till Abbotsnäs, Hornsund, Nästorp och Risa var ryttmästare vid Livregementet och avled 1676 till följd av skador han ådragit sig 1676 i Malmö. Han gifte sig med friherrinnan Helena von der Linde av släkten von der Linde och fick med henne fem döttrar, av vilka tre blev gifta i släkterna Björnberg, De la Motte och von Strokirch.
Hans äldre bror Carl Gyllenpistol upphöjdes till friherre 1692, varmed den adliga ätten blev utgången. Carl Gyllenpistol var generalmajor över kavalleriet och landshövding. Han skrev sig till Abbotsnäs, Skedevi, Skalltorp och Bokvarn. Hans första hustru var en Rosenflycht och den andra en Rosenstråle. I första äktenskapet föddes tre söner, varav två levde till vuxen ålder. Den äldste av dem var kapten i holländsk tjänst men ogift. Den andre var kapten vid Livdragonerna men stupade ogift i Narva. I andra äktenskapet föddes sex döttrar och en son som överlevde barnaåren. Sonen ifråga, Adolf Gyllenpistol, var överste men ogift och den siste manlige ättlingen med namnet varmed han slöt ätten på svärdssidan när han avled 1766. Av sin mor hade han ärvt Skalltorp och hälften av Rosenstrålska godset Sonstorp.
Adolf Gyllenpistols systrar gifte sig Stöltenhielm, Fuchs och Kagg till vilka släkter de Gyllenpistolska egendomarna övergick.